# Doce Desejo
"Doce Desejo" é um single da dupla sertaneja Bruno & Marrone com participação da cantora brasileira Claudia Leitte. A canção está presente no álbum Inevitável lançado pela dupla em 2003. Em 27 de abril de 2006 Bruno & Marrone e Claudia Leitte regravaram a canção no álbum Ao Vivo em Goiânia lançado por Bruno & Marrone.

## Performances
No dia 6 de dezembro de 2005, Bruno & Marrone e Claudia Leitte gravaram sua participação no Show da Virada da Rede Globo. O programa foi exibido no dia 31 de dezembro de 2005. No dia 4 de fevereiro de 2006, Bruno & Marrone e a banda Babado Novo se apresentaram no Festival de Verão de Salvador. Durante o show do Babado Novo, Claudia Leitte chamou Bruno & Marrone ao palco para cantar "Doce Desejo" juntos.

## Versão de Babado Novo
"Doce Desejo" é uma canção da Babado Novo que foi retirado do álbum Uau! Ao Vivo em Salvador, lançado pela banda em 2004. A canção é uma regravação de Bruno & Marrone. A vocalista do Babado Novo, Claudia Leitte participou da versão original da canção.

### Formato e faixas
No Brasil foi lançado em 2005 em formato CD single, contendo apenas uma faixa. Inicialmente foi distribuído 1.200 cópias em sua primeira tiragem para as rádios e para os fãs em shows. Em Portugal o single foi lançado também no formato de CD single, com a faixa "Amor Perfeito" acompanhando o single. Ambas as faixas foram extraídas do álbum Uau! Ao Vivo em Salvador. O single foi lançado em Portugal pela Farol Música durante a época em que o Babado Novo fez um show no país.
| Brasil CD single |               |                     |         |  |
| N.º              | Título        | Compositor(es)      | Duração |  |
| 1.               | "Doce Desejo" | Bruno Felipe Falcão | 3:32    |  |

| Portugal CD single |                 |                                                               |         |  |
| N.º                | Título          | Compositor(es)                                                | Duração |  |
| 1.                 | "Doce Desejo"   | Bruno Felipe Falcão                                           | 3:32    |  |
| 2.                 | "Amor Perfeito" | Michael Sullivan Paulo Massadas Lincoln Olivetti Robson Jorge | 4:49    |  |